# Daktylowiec mąkodajny
Daktylowiec mąkodajny (Phoenix pusilla Gaertn.) – gatunek rośliny z rodziny arekowatych (Palmae). Rośnie dziko na Sri Lance i w Indiach.

## Morfologia
Drzewo o bardzo krótkim pniu, do 1 m wysokim. Liście długie i pierzaste, do 1,2 m długości. Kwiaty o podobnej budowie jak w przypadku gatunku daktylowiec właściwy (Phoenix dactylifera). Owoc czarny i lśniący jest owocem jadalnym.
Z rdzenia pnia otrzymuje się mączkę o nazwie sago.